# Ga Hoehyeon
Ga Hoehyeon (Chợ Namdaemun) (Tiếng Hàn: 회현(남대문시장)역, Hanja: 會賢(南大門市場)驛) là ga tàu điện ngầm trên Tàu điện ngầm vùng thủ đô Seoul tuyến 4 ở Namchang-dong, Jung-gu, Seoul. Đây là ga gần cổng Namdaemun nhất, và khu mua sắm chính là Chợ Namdaemun.

## Lịch sử
- 13 tháng 9 năm 1983: Tên ga được quyết định là Ga Hoehyeon [2]
- 18 tháng 10 năm 1985: Việc kinh doanh bắt đầu với việc khai trương đoạn Đại học Hansung ~ Sadang của Tàu điện ngầm Seoul tuyến 4 [3]
- 27 tháng 6 năm 2003: Xảy ra vụ việc một người đàn ông vô gia cư đã đẩy vợ của một sĩ quan cảnh sát đang đợi lên tàu trên sân ga từ phía sau ngay khi tàu chuẩn bị đi vào khiến bà này ngã xuống đường ray và tử vong.

Vụ việc này là cơ hội để công khai vấn đề lắp đặt cửa chắn trên các sân ga tàu điện ngầm ở Hàn Quốc.

## Bố trí ga
| Myeongdong ↑ |
| S/B N/B \|   |
| ↓ Seoul      |

| Hướng Bắc | ● Tuyến 4 | ← Hướng đi Myeong-dong · Dongdaemun · Chang-dong · Nowon · Jinjeop |
| Hướng Nam | ● Tuyến 4 | → Hướng đi Samgakji · Ichon · Geumjeong · Ansan · Oido →           |

## Xung quanh nhà ga
Có lối ra từ 1 đến 7 và lối ra 7 được kết nối với chi nhánh chính của Cửa hàng bách hóa Shinsegae.
- Sungnyemun
- Chợ Namdaemun
- Đồn cảnh sát Namdaemun
- Công viên Namsan
- Thư viện Namsan
- Đại sứ quán Thụy Điển tại Hàn Quốc
- Đại sứ quán Nicaragua tại Hàn Quốc
- Đường hầm Namsan 3
- Trường trung học nghệ thuật Lira
- Hướng tới Myeong-dong
- Viện Giáo dục và Khoa học Seoul
- Bưu điện trung tâm Seoul
- Công ty quản lý cơ sở vật chất Seoul Jung-gu Trung tâm thể thao Hoehyeon
- Seoullo 7017
- Trụ sở chính Shinsegae Department Store
  - Cửa hàng chính Chicor Shinsegae
  - Shinsegae Duty Free chi nhánh Myeongdong
- Thư viện Yongsan
- Hướng đạo Hàn Quốc Liên đoàn phía Bắc Seoul
- Ngân hàng Trung ương Hàn Quốc
- Trung tâm phúc lợi hành chính Hoehyeon-dong
- Đồn cảnh sát Hoehyeon

## Hình ảnh

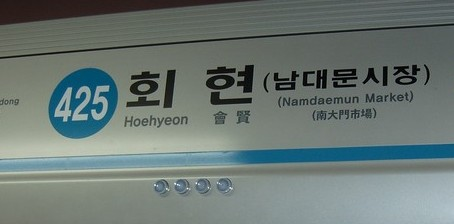
Bảng tên ga đánh dấu cửa chắn
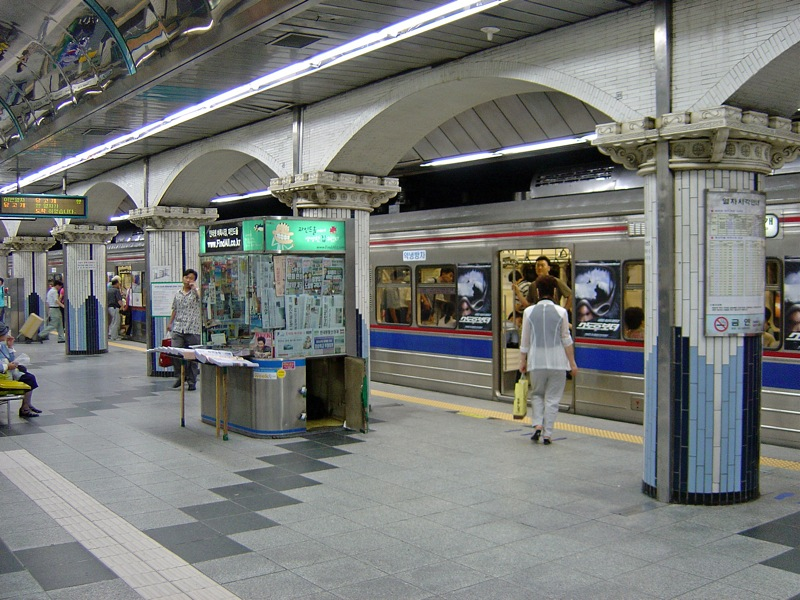
Sân ga trước khi tu sửa